# Universal Mobile Telecommunications System

UMTSのネットワーク・アーキテクチャ

ユニバーサル移動体通信システム(ユニバーサルいどうたいつうしんシステム)、Universal Mobile Telecommunications System（UMTS）は第3世代 (3G) 移動通信テクノロジーの1つであり、同時に4Gテクノロジーに発展しつつある。

## 概要
UMTSの最初の公開版はリリース99 (R99) アーキテクチャである。3GPPが策定し、ITUのIMT-2000規格の一部となっている。UMTSの最も一般的な形態は基盤となる無線インタフェースにW-CDMA (IMT Direct Spread) を使うものだが、他にもTD-CDMAやTD-SCDMA（共に IMT CDMA TDD）もある。完全なネットワークシステムとして、UMTSには無線アクセスネットワーク（UMTS Terrestrial Radio Access Network）と基幹回線網（Mobile Application Part、MAP）も含まれ、UIMカードによるユーザー認証も含まれる。
EDGE（GSMに基づく IMT Single-Carrier）やCDMA2000 (IMT Multi-Carrier) とは異なり、UMTSは新たな基地局と新たな周波数割り当てを必要とする。しかし、概念的な部分はGSMに基づいているため、GSM/EDGE とはよく似ている。さらにUMTS端末の多くはGSMもサポートしており、シームレスにデュアルモード運用が可能となっている。したがってUMTSは時に3GSMとして販売され、GSMとの親和性を強調することがあった。
UMTSという名称は欧州電気通信標準化機構 (ETSI) が決めたもので、ヨーロッパで主に使われている。ヨーロッパ以外では、FOMAあるいはW-CDMAなどと呼ばれている。マーケティング上は単に 3G あるいは 3G+ と呼ばれることが多い。

## 特徴・機能
3GでのUMTSは、理論上の最大データ転送レート 42 Mbit/s（HSPA+）までをサポートしているが、R99規格の携帯では実際の転送レートは 384 kbit/sで、HSDPA規格の携帯では下り 7.2 Mbit/s となっている。これでもGSMの単一の誤り訂正付き回線交換データ通信の 9.6 kbit/s やHSCSDの9.6kbit/s複数チャネル（CDMAOneでは14.4kbit/s）より高速であり、CDMA2000や無線LANなどの競合テクノロジーと同様に World Wide Web や他の携帯用データサービスへのアクセスを提供する。
3G以前には GSM、IS-95、PDC、CDMA PHSといった2G携帯電話システムや他の2Gテクノロジーが各国で使われていた。GSMの場合、2Gから2.5Gとも呼ばれるGPRSへの移行パスが用意されていた。GPRSではデータレートが拡大され（理論上の最大は 140.8 kbit/s だが、典型的なレートは約 56 kbit/s）、回線交換というよりむしろパケット交換に近いものになっている。これがGSMを採用していた各地で展開された。E-GPRSまたはEDGEはGPRSをさらに発展させたもので、より新しい符号化方式に基づいている。EDGEでは実際のパケット転送レートはおおよそ 180 kbit/s である。EDGEシステムは2.75Gシステムとも呼ばれる。
2006年以降、UMTSネットワークを採用した各国はHSDPA (High-Speed Downlink Packet Access) または3.5Gへのアップグレードを行ってきた。現在ではHSDPAの下り転送速度は最大 21 Mbit/s に達している。上り方向の転送速度を改善するHSUPA (High-Speed Uplink Packet Access) も導入された。長期的には 3GPP Long Term Evolution プロジェクトでUMTSを4Gの速度である下り 100Mbit/s、上り 50 Mbit/s まで移行させる計画であり、そのために直交周波数分割多重方式に基づく次世代無線インタフェーステクノロジーを使用する。
国家規模のUMTSネットワークは2002年に運用開始された。このとき、電話会社は動画配信やテレビ電話といったアプリケーションを強調していた。UMTSの高いデータ転送速度は主にインターネットアクセスに利用されている。日本でも他の国々でもテレビ電話の需要はあまりなく、電話会社の提供する音声/動画より World Wide Web への高速アクセスの需要が高かった。これは、携帯のみでインターネットアクセスするだけでなく、なんらかの手段（Bluetooth、赤外線、USBなど）でパーソナルコンピュータに接続して使うという形態も含まれる。

## テクノロジー
UMTSは3種類の無線インタフェース、GSMの Mobile Application Part (MAP) コア、GSM系の音声コーデックなどをまとめたものである。

### 無線インタフェース
UMTSはいくつかの無線インタフェースを提供しており、それらを UMTS Terrestrial Radio Access (UTRA) と呼ぶ。全ての無線インタフェースはITUのIMT-2000の一部となっている。現在、携帯電話で最も多く使われているのは W-CDMA (IMT Direct Spread) である。
W-CDMA、TD-CDMA、TD-SCDMA という用語は誤解を生みやすい。これらはCDMAとあることから多元接続の種類と思われがちだが、実際には無線インタフェース規格全体を指す名称である。
地上 (terrestrial) 以外の無線アクセスネットワークについては、今も研究中である。

#### W-CDMA (UTRA-FDD)

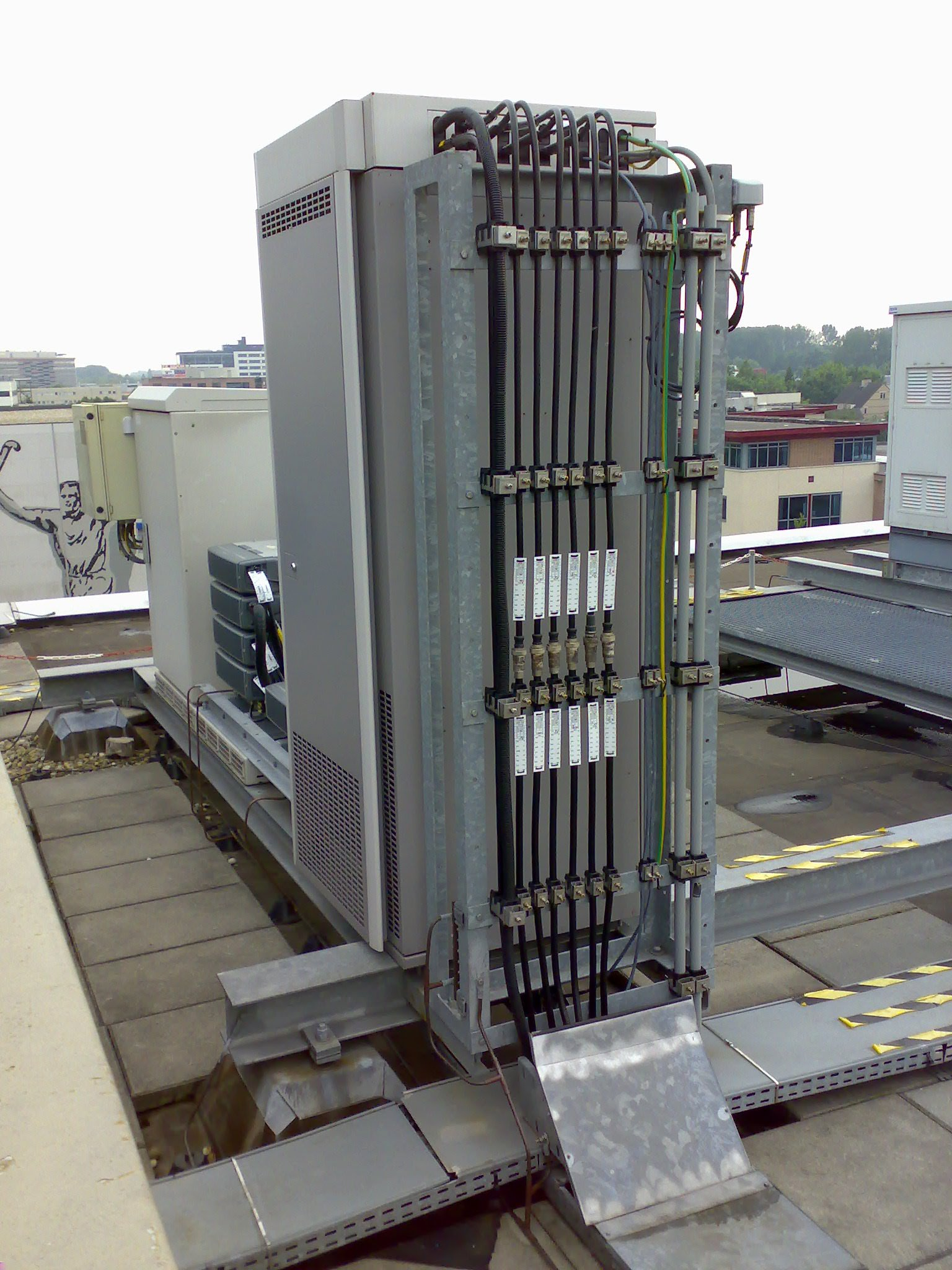
建物の屋上に設置されたUMTSトランスミッター

W-CDMAは、直接シーケンス方式で5MHzのチャネルを2つ使用する。これに対して競合するCDMA2000は1つ以上の任意個の1.25MHzチャネルを上りと下り双方に使用する。使用する周波数帯が広い点が欠点とされており、アメリカのように周波数帯の割り当てが混み合っている国では採用が遅れた。
UMTS規格で元々指定していた周波数帯は、上り用に1885-2025MHz、下り用に2110–2200MHzだった。アメリカでは1900MHz帯は既に使われていたため、代わりに1710–1755MHzと2110–2155MHzを使うことにした。UMTS2100はUMTS用に最も広く使われているが、国によっては850MHz帯や1900MHz帯でUMTSを運用している（それぞれ同じ周波数帯に上りと下りのチャネルがある）。例えば、アメリカではAT&Tモビリティ、ニュージーランドのテレコム・ニュージーランド、オーストラリアのテルストラなどがそうした周波数帯を使っている。
W-CDMA は IMT-2000 では IMT Direct Spread と呼ばれている。

#### UTRA-TDD HCR
UMTS-TDDの無線インタフェースはTD-CDMA方式でチャネルを使用し、これを UTRA-TDD HCR と称する。5MHzの周波数帯を10msのフレームに分け、1フレームを15タイムスロットに分けて使用する（毎秒1500スロット）。タイムスロットはある一定の割合で上りと下りに割り振られる。TD-CDMAは複数の送受信機の通信を多重化するのに使われる。W-CDMAとは異なり、上りと下りの周波数帯を分ける必要はなく、より狭い帯域で使用できる。
TD-CDMA は IMT-2000 では IMT CDMA TDD と呼ばれている。

#### TD-SCDMA (UTRA-TDD 1.28 Mcps Low Chip Rate)
TD-SCDMAはTDMA方式と同期式CDMAを組み合わせたもので、1.6MHzの周波数帯域を使用する。TD-CDMAよりさらに狭い帯域で利用可能である。しかし、この規格を中国が開発した背景には、中国人以外の特許権保有者へのライセンス料支払いを減らすという目的があった。他の無線インタフェースとは異なり、TD-SCDMAはUMTSの一部ではなかったが、Release 4 で仕様に加えられた。
TD-CDMA と同様、IMT-2000 では IMT CDMA TDD と呼ばれている。

### 無線アクセスネットワーク
UMTSには、異なる無線インタフェースや周波数帯を使用した基地局群で構成される UMTS Terrestrial Radio Access Network (UTRAN) についても規定している。
UMTSとGSM/EDGEはコアネットワーク(CN)を共有でき、GERAN（GSM/EDGEのRAN＝無線アクセスネットワーク）の代替無線アクセスネットワークとしてUTRANが使え、通信可能範囲とサービスのニーズによってRAN間で透過的に切り替えが可能である。このため、UMTSとGSM/EDGEの無線アクセスネットワークは集合的に UTRAN/GERAN と呼ばれることがある。
UMTSネットワークはGSM/EDGEと統合されていることが多く、GSM/EDGEのネットワークもIMT-2000の一部とされている。
RAN（無線アクセスネットワーク）のUE（ユーザー機器）インタフェースは、第一にRRC (Radio Resource Control)、RLC (Radio Link Control)、MAC (Media Access Control) というプロトコル群から成る。RRCプロトコルは接続確立、測定、無線ベアラサービス、セキュリティ、ハンドオーバー決定などを処理する。RLCプロトコルは Transparent Mode (TM)、Unacknowledge Mode (UM)、Acknowledge Mode (AM) の3つのモードに分かれている。大まかに言えば、AMはTCPに似ていて、UMはUDPに似ている。TMモードでは上位層のSDU (Service Data Unit) にヘッダを追加せずに下位層に渡す。MACは上位層(RRC)で設定されたパラメータに従い、無線インタフェース上のデータのスケジューリングを処理する。
データ転送に関連する属性群を Radio Bearer (RB) と呼ぶ。この属性群はTTI (Transmission Time Interval) における最大許容データを決定する。RBにはRLC情報とRBマッピングが含まれる。RBマッピングは「RB⇔論理チャネル⇔伝送チャネル」のマッピングを決定する。信号メッセージは Signaling Radio Bearers (SRBs) 上で送られ、データパケット（CSおよびPS）はデータRB上を送られる。RRCとNASメッセージはSRB上で送られる。
セキュリティとしては、完全性と暗号化の2つの手続きがある。完全性とは、メッセージの資源を検証し、第三者が無線インタフェース上でメッセージを改竄していないことを保証することである。暗号化は無線インタフェース上のデータを第三者が盗聴するのを防ぐ。SRBには完全性と暗号化の両方が適用されるが、データRBには暗号化のみを施す。

### コアネットワーク
Mobile Application Part と共に、UMTSはGSM/EDGEと同じコアネットワーク規格を採用している。そのため、既存のGSM運用業者の移行が容易になっている。ただし、UMTSへの移行にはコストがかかる。コア基盤のほとんどはGSMと共通だが、新規周波数帯のライセンス取得などにコストがかかる。
コアネットワーク (CN) はインターネットやISDNなどの各種バックボーンネットワークに接続可能である。UMTS（とGERAN）はOSI参照モデルの下位3層を含んでいる。ネットワーク層（OSI第3層）には Radio Resource Management (RRM) プロトコルがあり、携帯電話と固定電話間の通話などを管理している。

## 周波数割り当て
2004年12月現在、全世界で130以上の運用業者にGSMに基づいたW-CDMA無線アクセステクノロジーのライセンスが発行されている。ヨーロッパでは、ライセンス獲得は一種のテクノロジーバブルの末端で発生し、特にイギリスやドイツではオリジナルの2100MHzの周波数帯への入札が殺到して、その価格が高騰した。ドイツでは6個のライセンスに合計で508億ユーロが支払われ、そのうち2個が購買者（Mobilcomとソネラ/テレフォニカ）によって後で捨てられ、無効になった。この高額のライセンス料は、言ってみれば今後の携帯電話サービスの収入に前倒しで課せられた税金のようなものである。ヨーロッパのいくつかの通信業者（特にKPN）はこの高額のライセンス料によってほとんど破産に近い状態に追い込まれた。それでも一部の通信業者は過去数年の間にライセンス料のコストを収益で取り戻している。最近ではフィンランドの通信業者が2GのGSM基地局と共有する形で900MHzのUMTSを使いはじめており、この傾向は今後1-3年のヨーロッパで拡大すると見られている。
ヨーロッパに割り当てられた2100MHzのUMTSの周波数帯は、既に北米で使われている。1900MHz帯は2G (PCS) サービスに使われており、2100MHz帯は衛星通信に使われている。しかし調整側は2100MHz帯の一部を3Gサービスに解放し、1700MHz帯をアップリンク用に解放した。北米のUMTS運用業者はヨーロッパ風の2100/1900MHzシステムを実装したいと考えており、そのためには1900MHz帯の既存の2Gサービスと周波数帯を共有する必要がある。
AT&Tワイヤレスは、2Gサービス用に割り当てられた1900MHz帯をつかったUMTSサービスを2004年末に北米で開始することとした。2004年、AT&Tワイヤレスはシンギュラーに買収されたが、実際にアメリカの主要都市でUMTSサービスを開始している。シンギュラーはAT&Tモビリティに改称し、さらにいくつかの都市で850MHz帯でのUMTSサービスを開始して既存の1900MHz帯のUMTSを補完している。このため携帯端末としては850MHzと1900MHzの両方に対応したものを販売している。
TモバイルはアメリカでのUMTSに2100/1700MHz帯を使っている。
カナダでは、Rogers、Bell、Telus が850MHz帯でUMTSサービスを提供している。最近では新たなプロバイダーである Wind Mobile と Mobilicity が2100/1700MHz帯で運用を開始した。また、Quebecor と Shaw Communications もサービス開始を予定している。
2008年、オーストラリアのテルストラが既存のCDMAネットワークを国家的規模の3Gネットワーク NextG に置換し、850MHz帯で運用している。テルストラは現在はこのネットワークでUMTSサービスを提供しているが、3GISという企業と共同所有する2100MHzのUMTSネットワークでも運用を行っている。3GISには Hutchison 3G Australia も参加しており、このネットワークは主に同社の顧客向けに使われている。オプタスは都市部では2100MHz帯、郊外では900MHz帯で3Gネットワークを提供しようとしている。Vodafone は900MHz帯で3Gネットワークを構築している。
インドのBSNLは2009年10月から大都市での3Gサービスを開始し、徐々に小さな都市に拡大している。850MHzや900MHz帯は1700/1900/2100MHzのネットワークよりもカバーできる範囲が広く、基地局と加入者がまばらとなる郊外に適している。
南アメリカでは850MHzのネットワークの展開が進んでいる。

## 相互運用性と国際的ローミング
UMTSの携帯端末（およびデータカード）は高い相互運用性を持っており、（プロバイダ間でローミング契約が結ばれていれば）他のUMTSネットワーク上でのローミングが容易に行えるように設計されている。さらにUMTS携帯端末はUMTS/GSMのデュアルモードであることが多く、UMTSのサービス地域外であっても透過的にGSMにハンドオフすることで通話を続行できる場合もある。ただし、ローミング料金は通常の通話料金よりもかなり高額である。
UMTSネットワークを運用する通信業者にとって、透過的かつ国際的なローミングは重要な問題である。高い相互運用性を可能にするため、UMTSの携帯端末はいくつかの周波数帯をサポートし、同時にGSMもサポートしていることが多い。国が違えばUMTSの周波数帯が異なる。ヨーロッパでは2100MHzだが、アメリカでは850MHzと1900MHzを使っている通信業者が多い。Tモバイルはアメリカで1700MHz（上り）/2100MHz（下り）でネットワークを運用している。携帯端末とネットワークが共通の周波数をサポートしていないと通信できない。周波数帯が異なっていたため、初期のアメリカ国内向けのUMTS携帯は海外では使えず、逆も同様だった。今では、全世界で11種類の周波数の組合せがUMTSで使われている。
UMTS携帯電話はGSMのSIMカードに基づくUSIMカードを使うが、GSMのSIMカードでも（UMTSサービスを含めて）動作する。これは認証の世界標準であり、ネットワークは携帯電話内の(U)SIMを識別し認証することができる。ネットワーク間のローミングでは入れ替えることで通話を可能にし、そのユーザーが利用可能なサービスの範囲と価格を決定する。ユーザーの加入者情報と認証情報に加えて、(U)SIMは電話帳のためのストレージ領域を提供する。携帯電話上のデータは別のメモリに格納することもできるし、(U)SIMカードに格納することもできる（ただし電話帳の格納に限られている場合が多い）。(U)SIMを別のUMTSまたはGSM方式の携帯電話に移すことができ、そうすることで電話番号などの携帯電話固有の情報がそちらの携帯電話に移されることになる。
日本ではいち早く3Gテクノロジーが採用されたが、それ以前はGSM方式ではなかったため、携帯電話にGSMとの互換機能を組み込む必要がなく、他国に比べると当初から小型軽量の3G携帯電話を実現していた。2002年にNTTドコモが始めたFOMAは、世界初のUMTS仕様（完成前）に準拠した3Gネットワークだった。当初、細部でUMTS規格と非互換な部分もあったが、USIMカードを使っており、USIMカードによるローミングが可能だった（海外旅行の際にUSIMカードをUMTSまたはGSM携帯に入れ替えて利用可能）。NTTドコモもソフトバンクモバイル（2002年12月に3Gを開始）も今ではUMTS規格によるネットワークを運営している。

### 携帯機器とモデム

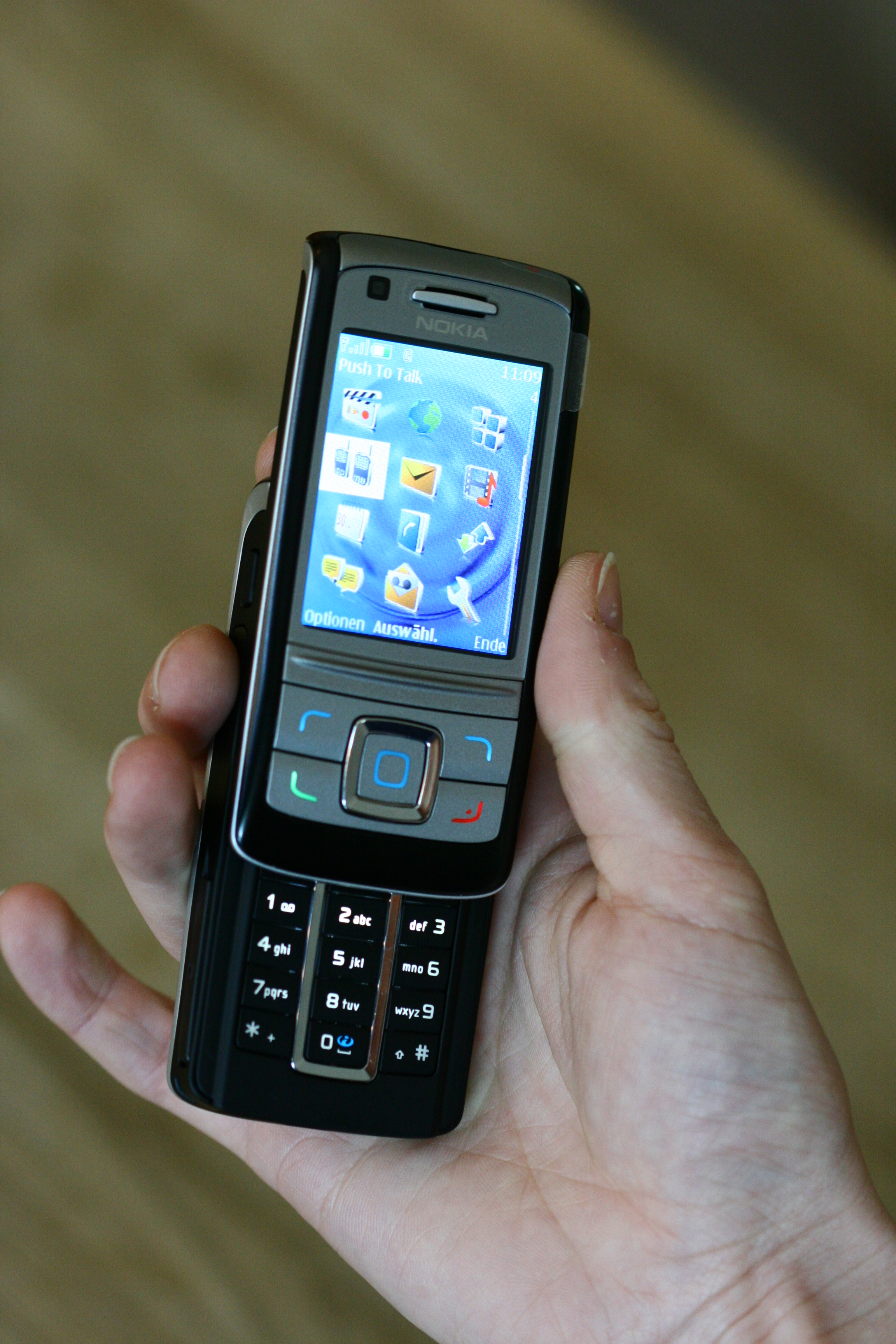
Nokia 6280 はUMTS携帯電話の1つ

大手2G携帯電話メーカーは全て、今では3G携帯電話も製造している。初期の3G携帯電話やモデムはその国で使われている周波数帯だけに対応しており、ローミングで海外で使おうと思っても同じ周波数帯で運用している国でしか使えなかった。カナダとアメリカは周波数帯を共有しており、ヨーロッパ各国間でも同様である。UMTSネットワークのうち、W-CDMA (UMTS-FDD) の周波数帯についてはW-CDMAの記事に概要がある。
携帯型無線LANルーターやPCMCIAやUSBカード型のモデムを使うと、任意のコンピュータ（タブレットPCやPDAなど）で3Gブロードバンドサービスにアクセスできる。モデムの場合、必要なソフトウェアも自動的にインストールするものもあり、特に知識がなくてもオンライン状態にできる。Bluetooth 2.0 対応の3G携帯電話を使えば、複数台の（Bluetooth対応の）コンピュータをインターネットに接続できる。一部のスマートフォンは無線LANのアクセスポイントとしても機能する。
3Gの全周波数帯（850/900/1700/1900/2100MHz）に対応した携帯電話やモデムはほとんどない。しかし、複数の周波数帯に対応した携帯電話は多く、ローミングにそのまま対応できる。例えば、850/900/1900/2100MHzの4バンド対応のチップセットがAppleのiPhoneに使われており、UMTS-FDDの使われているほとんどの国で利用可能となっている。

## 競合規格
UMTSの主な競合規格はCDMA2000 (IMT-MC) であり、3GPP2が開発した。UMTSとは異なりCDMA2000は既存の2G規格 CdmaOne を進化させたもので、同じ周波数割り当て内に共存できる。また、CDMA2000は必要とする周波数帯域が狭く、既存の周波数帯に配置するのが容易である。全てではないが一部のGSM運用業者は、UMTSかGSMのどちらか一方を実装するのにせいいっぱいな周波数帯しか割り当てられていない。例えば、アメリカでは D、E、F という周波数ブロックはそれぞれ5MHzの周波数帯しか割り当てられていない。標準的なUMTSシステムはその周波数帯を使い切ってしまう。CDMA2000はUMTSと地域的に共存することが多い。しかし同じ周波数スライスを別方式に同時にライセンスすることは法律上の問題もあり、共存問題はここではあまり関係ない。
UMTSのもう1つの競合規格は2GのGSMシステムを進化させたEDGE (IMT-SC) であり、既存のGSMの周波数帯を使用する。通信業者にとっては、UMTSのネットワークを構築するよりも、既存のネットワークにEDGE機能を実装するほうが遥かに安価で素早く対応可能である。しかし、UMTSもEDGEも3GPPが策定したもので、真の競合規格ではない。むしろUMTSのネットワークを展開するまでの一時的な対策である。実際、GSM/EDGEとUMTSはコアネットワークが共通であり、垂直ハンドオーバなどのデュアルモード運用が可能である。
中国のTD-SCDMAもしばしば競合規格とされる。TD-SCDMAは UMTS Release 4 で UTRA-TDD 1.28 Mcps Low Chip Rate (UTRA-TDD LCR) として追加された。W-CDMA (UTRA-FDD) と競合する TD-CDMA (UTRA-TDD 3.84 Mcps High Chip Rate, UTRA-TDD HCR) とは異なり、マクロセル方式にもマイクロセル方式にも適している。しかし採用ベンダーがいないため、真の競合規格とはなっていない。
DECTは人口が過密な都会ではUMTSなどと技術的に競合する可能性を持っている。DECTはコードレス電話の規格であり、家庭内などの狭いネットワークを提供する。
競合する全ての規格はITUがIMT-2000ファミリの一部として承認している。
インターネットアクセスという面では、WiMAXとFlash-OFDMも競合規格といえる。

## GPRSからUMTSへの移行
GPRSネットワークからは、以下のネットワーク要素がそのまま再利用できる。
- Home Location Register (HLR)
- Visitor Location Register (VLR)
- Equipment Identity Register (EIR)
- Mobile Switching Center (MSC) （ベンダー依存）
- Authentication Center (AUC)
- Serving GPRS Support Node (SGSN) （ベンダー依存）
- Gateway GPRS Support Node (GGSN)

GSMの無線ネットワークのうち、以下の要素は再利用できない。
- Base Station Controller (BSC)
- Base Transceiver Station (BTS)

これらはそのままネットワーク上に残しておいて、2Gと3Gのネットワークを並存させることで3Gへの移行をスムーズに行った。
UMTSで新たに必要となったネットワーク要素は次の通りである（3GPPでの呼称）。
- Node B （GSMにおけるBTSに相当）
- Radio Network Controller (RNC)
- Media Gateway (MGW)

MSCとSGSNの担う機能はUMTSに移行すると変化する。GSMでは、MSCが全ての回線交換操作を制御していた。また、SGSNは全てのパケット交換操作とデータ転送を扱っていた。UMTSではメディアゲートウェイ(MGW)が回線交換でもパケット交換でも全てのデータ転送を扱う。MSCとSGSNはMGWに対する制御を受け持つ。このため、これらのノードはMSCサーバ、SGSNサーバと呼ばれるようになっている。

## 課題
アメリカや日本などの国では、ITU勧告とは異なる周波数割り当てをしており、UMTSの最も標準的な周波数帯 (UMTS-2100) が利用可能でない場合がある。それらの国では代替周波数帯が使われているため既存のUMTS-2100用機器が使えず、機器の設計や製造の変更が要求される。しかし、GSMに比べればUMTS用の携帯端末はUMTSとGSMの両モードに対応しマルチバンド対応であることが多いため、問題はそれほど深刻ではない。4バンドのGSM機器（850、900、1800、1900MHz）や3バンドUMTS機器（850、1900、2100MHz）も珍しくない状況になっている。
UMTSは多くの国でリリース初期の問題を経験している。まず携帯が重く、しかもバッテリー寿命が短いという問題が生じた。モトローラのA830という携帯は重量が200グラム以上で、重量を軽減するためにカメラを着脱可能にしていた。もう1つの大きな問題は、UMTSからGSMへのハンドオーバーの際の通話の信頼性だった。ハンドオーバーがUMTSからGSMへという一方向だったために起きた問題だったが、現在のネットワークではこの問題は既に解決されている。
UMTSネットワークは当初、GSMに比べると多くの基地局を密に配置する必要があった。ビデオ・オン・デマンド機能に対応した本格的なUMTSでは、基地局は1kmから1.5km間隔で配置する必要があった。これは2100MHz帯をつかう場合であって、850MHzや900MHzといった低い周波数帯をつかう場合はその限りではない。このため2006年以降、低周波数帯のネットワークの採用が増えている。
低周波数帯であっても、UMTSはGSMよりも電力を多く消費する。Appleは初代 iPhone がEDGEを採用した理由としてUMTSの電力消費の多さを挙げた。iPhone 3G のリリースにあたっては、UMTSを使ったときの通話時間はGSMのときの半分になるとしていた。他のメーカーはUMTSとGSMのバッテリー寿命について、また違った見解を示している。バッテリー技術とネットワーク技術が進歩するに従って、この問題は解消されつつある。

## リリース履歴
UMTSは計画されたリリースに従って進歩している。各リリースで、新機能が導入され、既存機能が改良されていく。

### Release '99
- ベアラ・サービス
- 回線交換 64 kbit/s
- パケット交換 384 kbit/s
- ロケーション・サービス
- 電話サービス - GSM互換。USIMカードベース。

### Release 4
- EDGEラジオ
- マルチメディア・メッセージング
- MExE (Mobile Execution Environment)
- ロケーションサービスの改良
- IP Multimedia Services (IMS)

### Release 5
- IPマルチメディアサブシステム (IMS)
- IPv6、UTRANにおけるIP転送
- GERAN、MExEなどの改良
- HSDPA

### Release 6
- WLAN統合
- マルチメディアのブロードキャストとマルチキャスト
- IMSの改良
- HSUPA
- Fractional DPCH

### Release 7
- Enhanced L2
- 64 QAM , MIMO
- VoIP over HSPA
- CPC - Continuous Packet Connectivity
- FRLC - Flexible RLC

### Release 8
- DC-HSPA
- HSUPA 16QAM